# Compagnie de fourrures des Montagnes Rocheuses
La Rocky Mountain Fur Company ou Compagnie des fourrures des Montagnes Rocheuses est une entreprise américaine de commerce de la fourrure, fondée à Saint-Louis en 1822 par William Henry Ashley et Andrew Henry, sur l'example de la Compagnie des fourrures du Missouri. Elle fut absorbée par l' American Fur Company en 1834.